# Känn ingen sorg för mig Göteborg
Känn ingen sorg för mig Göteborg is het debuutalbum van de Zweedse muzikant Håkan Hellström. Het werd uitgebracht op 16 november 2000. Er zijn inmiddels meer dan 80.000 exemplaren van verkocht. Het album was de grote doorbraak van Håkan Hellström in Zweden.
Het album gaat over mislukte liefde, hoe het is om een verschoppeling te zijn en over de wens om zijn geboortestad Göteborg te ontvluchten. Hoewel deze thema's in vrijwel alle songs terugkomen, komen ze het duidelijkst terug in de titelsong "Känn ingen sorg för mig Göteborg", "Vi två, 17 år" en "Atombomb". Geen vrolijke zaken. De muziek is daarentegen over het algemeen wel vrolijk met drukke arrangementen met veel gitaar, falsetto zang en soms trompetten.
Opvallend zijn de verwijzingen naar Morrissey en Bob Dylan in sommige teksten van het album. Een aantal songs bevatten letterlijk naar het Zweeds vertaalde citaten. Zo bevat "Atombomb" tekstdelen uit "Everyday is like Sunday" van Morrissey en "William, it was Really Nothing" van The Smiths alsmede een citaat uit "Highlands" van Bob Dylan. De titel "Uppsnärjd i det blå" is een vertaling van "Tangled up in Blue" afkomstig van het album Blood on the tracks van Bob Dylan. "Uppsnärjd i det blå" bevat tevens enkele naar het Zweeds vertaalde teksten van "Rubber Ring" van Morrissey. Ten slotte is de title "Jag var bara inte gjord för dessa dar" een vertaling van "I just wasn't made for these times" van het album Pet Sounds van de Beach Boys. De muziek van Håkan Hellström lijkt overigens totaal niet op de muziek van Morrissey, Bob Dylan of de Beach Boys.

## Tracklist
1. "Känn ingen sorg för mig Göteborg" (Heb geen medelij met mij, Göteburg)
2. "En vän med en bil" (Een Vriend met een Auto)
3. "Ramlar" (Vallen)
4. "Nu kan du få mig så lätt" (Nu kan je me heel gemakkelijk hebben)
5. "Vi två, 17 år" (Wij twee, 17 jaar)
6. "Uppsnärjd i det blå" (Verward in het Blauwe)
7. "Jag var bara inte gjord för dessa dar" (Ik ben gewoon niet gemaakt voor dit soort dagen)
8. "Magiskt, men tragiskt" (Magisch, maar tragisch)
9. "Atombomb" (Nucleaire Bom)
10. "Dom dimmiga dagarna" (De nevelige dagen)